# Brasiliense FC
Brasiliense Futebol Clube este un club de fotbal din Taguatinga, Districtul Federal, Brazilia. 

## Palmares
- Campeonato Brasileiro Série B (1): 2004
- Campeonato Brasileiro Série C (1): 2002
- Campeonato Brasiliense (8): 2004, 2005, 2006, 2007, 2008, 2009, 2011, 2013
- Copa do Brasil

Finalistă (1): 2002

## Lotul actual
| Nr. |          | Poziție | Jucător     |
| --- | -------- | ------- | ----------- |
| 1   | Brazilia | P       | Guto        |
| 2   | Brazilia | M       | Lucas       |
| 4   | Brazilia | F       | Neto Gaúcho |
| 5   | Brazilia | M       | Elivelto    |
| 6   | Brazilia | M       | Matheuzinho |
| 7   | Brazilia | A       | Luquinhas   |
| 8   | Brazilia | M       | Anderson    |
| 9   | Brazilia | A       | Claudecir   |
| 10  | Brazilia | M       | Lopes       |
| 11  | Brazilia | M       | Peninha     |
| 12  | Brazilia | P       | Welder      |
| 13  | Brazilia | M       | Gilmar      |
| 15  | Brazilia | F       | Felipe      |
| 16  | Brazilia | F       | Felipe A.   |
| 17  | Brazilia | A       | Romarinho   |

| Nr. |          | Poziție | Jucător        |
| --- | -------- | ------- | -------------- |
| 18  | Brazilia | F       | Alex Lima      |
| 19  | Brazilia | A       | L. Carlos      |
| 20  | Brazilia | F       | Somália        |
| 21  | Brazilia | A       | Kelvin         |
| 23  | Brazilia | A       | Allan Dellon   |
| 25  | Brazilia | M       | Leandro Chaves |
| 26  | Brazilia | M       | Ederson        |
| 28  | Brazilia | F       | Dedê           |
| 29  | Brazilia | M       | Lusmar         |
| 32  | Brazilia | F       | Ângelo         |
| 34  | Brazilia | P       | Deivission     |
| 35  | Brazilia | P       | Matheus        |
|     | Brazilia | F       | Alex Silva     |
|     | Brazilia | M       | Romûlo         |